# قرار مجلس الأمن التابع للأمم المتحدة رقم 1857
قرار مجلس الأمن التابع للأمم المتحدة رقم 1857 المتخذ بالإجماع في 22 ديسمبر 2008.

## القرار
أدان المجلس استمرار الاتجار غير المشروع بالأسلحة في جمهورية الكونغو الديمقراطية، وقرر تمديد حظر الأسلحة هناك ونظام العقوبات المرتبط به، مع بعض التعديلات، حتى 30 تشرين الثاني / نوفمبر 2009.
وباعتماد القرار 1857 (2008) بالإجماع، مدد المجلس أيضا ولاية فريق الخبراء الذي كان قد أنشأه لرصد العقوبات حتى التاريخ نفسه، حيث كرر الإعراب عن قلقه البالغ إزاء استمرار وجود الجماعات المسلحة في الجزء الشرقي من الدولة الواقعة في وسط إفريقيا ومطالبنا بالالتزام بالاتفاقيات الأخيرة.
النظام، الذي تأسس في عام 2003 في أعقاب الصراع المدمر متعدد الأطراف في البلاد، يتضمن حظرا على الأسلحة للجماعات المسلحة التي ليست جزءا من قوات الأمن الحكومية أو بعثة الأمم المتحدة. كما يشمل حظر السفر وتجميد الأصول لمن ينتهكون الحظر أو يرتكبون انتهاكات لحقوق الإنسان أو يعرقلون نزع سلاح الجماعات المسلحة وتسريحها أو يدعمونها من خلال الاستغلال غير المشروع للموارد الطبيعية.
من خلال القرار، قام المجلس بتوسيع نطاق تفويض لجنته الفرعية التي تدير النظام، وقرر أنها ستبقي قائمة الأفراد والكيانات الخاضعة للعقوبات دقيقة ومحدثة قدر الإمكان. ودعا جميع الدول، ولا سيما دول المنطقة، إلى إبلاغ تلك اللجنة بالإجراءات التي اتخذتها لتنفيذ هذه التدابير.
سيستعرض المجلس التدابير المنصوص عليها في القرار عند الاقتضاء، ولكن في موعد أقصاه 30 تشرين الثاني / نوفمبر، في ضوء توطيد الحالة الأمنية، ولا سيما التقدم المحرز في إصلاح قطاع الأمن ونزع السلاح والتسريح والإعادة إلى الوطن وإعادة التوطين وعمليات إعادة دمج الجماعات المسلحة الكونغولية والأجنبية.